# Prínia grisa
La prínia grisa (Drymocichla incana) és una espècie d'ocell passeriforme que pertany a la família Cisticolidae. És monotípic dins del gènere Drymocichla.

## Distribució i hàbitat
Es troba al Camerun, República Centreafricana, República Democràtica del Congo, Sudan del Sud i Uganda.
L'hàbitat naturals són la sabana humida i els arbustos humits subtropicals o tropicals.